# Valentine Dupré
Pour les articles homonymes, voir Dupré.
Valentine Dupré (1886-1966) est graveuse, aquafortiste et illustratrice française.

## Biographie
Née Berthe Valentine Sol dans le 16e arrondissement de Paris le 13 avril 1886, elle épouse à Bordeaux, le 23 juin 1904, Robert Jean Baptiste Dupré. 
Pratiquant l'eau-forte et la pointe sèche, Valentine Dupré expose en 1929 au Salon des artistes français dont elle est membre, une composition intitulée Place du Tertre,. Elle habite au no 3, rue Darcel à Boulogne-Billancourt en 1926 et 1928  avec son mari artiste-peintre également.
On lui doit de nombreuses représentations de roses. 
Elle est aussi connue pour être l'illustratrice de Beautés de la Provence de Jean-Louis Vaudoyer avec 50 eaux-fortes originales (1933), d'une édition des Lettres de mon moulin d'Alphonse Daudet avec 69 eaux-fortes (1944), de La Rôtisserie de la reine Pédauque (1947) d'Anatole France, Le Centaure de Dieu de Jean de La Varende (1948), Du cœur. Petite contribution à l'étude de l'amour illégitime de Gabriel Soulages (1949), et de Broutilles de Provence de Rose Sorrel (1950).
Elle meurt le 10 décembre 1966 au sein de l'Hôpital Boucicaut dans le 15e arrondissement, et, est inhumée au cimetière de Sevran (Seine-Saint-Denis).